# Yo Home to Bel-Air
Yo Home to Bel-Air informalmente conosciuta come The Fresh Prince of Bel-Air theme è un singolo del 1992 di DJ Jazzy Jeff & the Fresh Prince duo composto da Will Smith e DJ Jazzy Jeff, la canzone è conosciuta per essere la sigla della sitcom della NBC Willy, il principe di Bel-Air che vede tra gli attori della serie Will Smith e DJ Jazzy Jeff.
La musica è stata composta da Quincy Jones, che è accreditato con Will Smith alla fine di ogni episodio.

## Tracce

### 7" ZB 45465
Lato A
1. Yo Home To Bel-Air (7" Radio Mix) – 3:23 (Will Smith, DJ Jazzy Jeff)

Lato B
1. Parents Just Don't Understand – 5:12 (Will Smith, DJ Jazzy Jeff)

### 12" ZT 45466
Lato A
1. Yo Home To Bel-Air (Extended Version) – 5:18 (Will Smith, DJ Jazzy Jeff)

1. Yo Home To Bel-Air (7" Radio Mix) – 3:23 (Will Smith, DJ Jazzy Jeff)

Lato B
1. The Fresh Prince Of Bel-Air – 2:57 (Will Smith, DJ Jazzy Jeff)

1. Yo Home To Bel-Air (7" Radio Mix) – 3:23 (Will Smith, DJ Jazzy Jeff)

### CD single ZD 45466
1. Yo Home To Bel-Air (7" Radio Mix) – 3:23 (Will Smith, DJ Jazzy Jeff)

1. Parents Just Don't Understand – 5:12 (Will Smith, DJ Jazzy Jeff)

## Il testo
Nella versione italiana l'adattamento del testo della sigla è stato curato da Edoardo Nevola con la collaborazione di Rossella Izzo e cantata dallo stesso Edoardo Nevola. 
Il responsabile del settore musicale di Italia 1 si rifiutò di produrre e pubblicare la sigla come lato A e Un bel tipino come lato B di un singolo cantati da Nevola nell'edizione italiana di Willy, il principe di Bel Air.